# Liste der EU-Vogelschutzgebiete in Luxemburg

Natura 2000-Logo

Diese sortierbare Liste führt die 18 Europäischen Vogelschutzgebiete nach Art. 4 (1) der Europäischen Vogelschutzrichtlinie im Großherzogtum Luxemburg. Die Gebiete sind Bestandteil des europäischen Schutzgebietsnetzes Natura 2000.
Die luxemburgischen Vogelschutzgebiete haben eine Gesamtfläche von ca. 416 km² und umfassen somit etwa 16 % des Staatsgebietes. Mit einer mittleren Größe von 866 ha und einem Median von 238 ha sind die von Luxemburg gemeldeten Gebiete im europäischen Vergleich eher klein. Das größte Gebiet ist das Grünlandgebiet Aspelt - Lannebur, Am Kessel mit 71 ha, das größte ist die Région du Kiischpelt, ein Waldgebiet im Norden des Landes mit knapp 63 km².

## Hinweise zu den Angaben in der Tabelle
- Gebietsname: Amtliche Bezeichnung des Schutzgebiets
- Bild/Commons: Bild und Link zu weiteren Bildern aus dem Schutzgebiet
- WDPA-ID: Link zum Schutzgebiet in der World Database on Protected Areas
- EEA-ID: Link zum Schutzgebiet in der Datenbank der European Environment Agency (EEA)
- Lage: Geografischer Standort
- Fläche: Gesamtfläche des Schutzgebiets in Hektar
- Bemerkungen: Besonderheiten und Anmerkungen

Bis auf die Spalte Lage sind alle Spalten sortierbar.

## Tabelle
| Gebietsname | Bild/Commons | WDPA-ID   | EEA-ID    | Lage | Fläche ha | Bemerkungen |
| --- | --- | --------- | --------- | ---- | --------- | --- |
| Vallée de la Woltz et affluents de la source à Troisvierges                                                        | Vallée de la Woltz et affluents de la source à Troisvierges                                                        | 555542211 | LU0002001 | ⊙    | 1.269,2   | Agrarlandschaft im Tal der Woltz mit Feuchtwiesen, Niedermoorflächen, Fischteichen und Nadelholzforsten. Nahrungshabitat des Schwarzstorchs, bedeutendes Rastgebiet für Zugvögel.                                      |
| Vallée de la Tretterbaach et affluents de la frontière à Asselborn                                                 | Vallée de la Tretterbaach et affluents de la frontière à Asselborn                                                 | 555542212 | LU0002002 | ⊙    | 3.146,1   | Hochebene der Ardennen mit dominierender Grünlandnutzung und einigen Feuchtwiesen. Bedeutendes Brutgebiet für den Rotmilan und den Wespenbussard, Überwinterungsgebiet für die Kornweihe.                              |
| Vallée supérieure de l'Our et affluents de Lieler à Dasbourg                                                       | Vallée supérieure de l'Our et affluents de Lieler à Dasbourg                                                       | 555542213 | LU0002003 | ⊙    | 1.740,3   | Überwiegend bewaldeter Westhang des Our-Tals und Ardennen-Hochplateau an der belgisch-deutschen Grenze. Bedeutendes Gebiet für Uhu, Schwarzspecht, Wespenbussard, Haselhuhn und Eisvogel.                              |
| Vallée supérieure de la Sûre et affluents de la frontière belge à Esch-sur-Sûre                                    | Vallée supérieure de la Sûre et affluents de la frontière belge à Esch-sur-Sûre                                    | 555542214 | LU0002004 | ⊙    | 3.586,9   | Tal der Sauer mit Stausee und Nebenflüssen. Die Hänge der tief eingeschnittenen Täler sind bewaldet, die Hochebene wird landwirtschaftlich genutzt. Bedeutendes Gebiet für Haselhuhn, Schwarzstorch und Wespenbussard. |
| Vallée de l'Ernz Blanche de Bourglinster à Fischbach                                                               | | 555542215 | LU0002005 | ⊙    | 758,7     | Überwiegend landwirtschaftlich genutzte Keuperlandschaft im Tal der Mittleren Ernz. Bedeutendes Brutgebiet für Schwarzmilan, Wachtelkönig, Neuntöter, Wiesenpieper und andere.                                         |
| Vallée de la Syre de Moutfort à Roodt/Syre                                                                         | | 555542216 | LU0002006 | ⊙    | 379,5     | Überwiegend landwirtschaftlich genutzte Keuperlandschaft im Tal der Syr mit Feuchtgebieten. Rasthabitat des Seggenrohrsängers und des Blaukehlchens und Brutgebiet für weitere Schilfbrüter.                           |
| Vallée supérieure de l'Alzette                                                                                     | | 555542217 | LU0002007 | ⊙    | 1.229,7   | Grünlandgebiet in den Schwemmebenen der oberen Alzette mit reliktischen Feuchtbiotopen. Bedeutendes Gebiet unter anderem für Wiesenbrüter, wie Wachtelkönig, Schafstelze und Braunkehlchen.                            |
| Minière de la région de Differdange - Giele Botter, Tillebierg, Rollesbierg, Ronnebierg, Metzerbierg et Galgebierg | Minière de la région de Differdange - Giele Botter, Tillebierg, Rollesbierg, Ronnebierg, Metzerbierg et Galgebierg | 555542218 | LU0002008 | ⊙    | 688,0     | Überwiegend bewaldetes Gebiet im Südwesten mit aufgelassenen Tagebauen. Bedeutendes Gebiet unter anderem für Heidelerche, Schwarzspecht und Uhu.                                                                       |
| Esch-sur-Alzette Sud-est - Anciennes minières / Ellergronn                                                         | | 555542219 | LU0002009 | ⊙    | 1.076,6   | Gebiet im Süden Luxemburgs mit aufgelassenen Tagebauen. Bedeutendes Gebiet für Heidelerche und Schwarzspecht. |
| Dudelange Haard | Dudelange Haard | 555542220 | LU0002010 | ⊙    | 660,4     | Überwiegend bewaldetes Gebiet im Süden mit aufgelassenen Tagebauen. Bedeutendes Gebiet unter anderem für Heidelerche und Schwarzspecht.                                                                                |
| Aspelt - Lannebur, Am Kessel                                                                                       | | 555542221 | LU0002011 | ⊙    | 71,1      | Grünlandgebiet im Briedemsbaachtal mit Feuchtwiesen, Weiden und Hecken. Bedeutendes Überwinterungs- und Rastgebiet für Zugvögel, Brutgebiet für Kiebitz und Wachtelkönig sowie Jagdhabitat für Greifvögel.             |
| Haff Réimech | Haff Réimech | 555542222 | LU0002012 | ⊙    | 258,4     | Kiesgruben und Altarm im Moseltal. Bedeutendes Gebiet u. a. für Wasserralle, Zwergdommel, Grauspecht, Limikolen und Entenvögel.                                                                                        |
| Région du Kiischpelt                                                                                               | Région du Kiischpelt                                                                                               | 555623250 | LU0002013 | ⊙    | 6.288,9   | Waldgebiet im Norden Luxemburgs. Bedeutendes Gebiet für Haselhuhn, Schwarzspecht, Wespenbussard, Eisvogel und weitere Vogelarten.                                                                                      |
| Vallées de l'Attert, de la Pall, de la Schwébech, de l'Aeschbech et de la Wëllerbaach                              | Vallées de l'Attert, de la Pall, de la Schwébech, de l'Aeschbech et de la Wëllerbaach                              | 555623255 | LU0002014 | ⊙    | 5.722,2   | Mehrere Täler im Westen des Landes. Das Gebiet wird überwiegend landwirtschaftlich genutzt. Bedeutendes Gebiet u. a. für Milane, Schafstelze und Wachtel.                                                              |
| Région de Junglinster                                                                                              | | 555623252 | LU0002015 | ⊙    | 3.058,7   | Überwiegend landwirtschaftlich genutzte Hügellandschaft. Bedeutendes Gebiet u. a. für Neuntöter, Wendehals, Wachtel, Eisvogel und Milane.                                                                              |
| Région de Mompach, Manternach, Bech et Osweiler                                                                    | Région de Mompach, Manternach, Bech et Osweiler                                                                    | 555623251 | LU0002016 | ⊙    | 4.962,7   | Vielfältige Kulturlandschaft mit Wald, Äckern, Wiesen und Streuobstwiesen. Bedeutendes Gebiet für Milane, Würger, Wachtel, Wendehals und andere Arten.                                                                 |
| Région du Lias moyen                                                                                               | Région du Lias moyen                                                                                               | 555623253 | LU0002017 | ⊙    | 5.739,1   | Offene Kulturlandschaft mit überwiegendem Grünlandanteil. Bedeutendes Gebiet für Milane, Würger, Kiebitz, Schafstelze und andere Arten.                                                                                |
| Région de Schuttrange, Canach, Lenningen et Gostingen                                                              | Région de Schuttrange, Canach, Lenningen et Gostingen                                                              | 555623254 | LU0002018 | ⊙    | 1.256,3   | Überwiegend landwirtschaftlich genutztes Gebiet östlich der Syr. Bedeutendes Gebiet u. a. für Milane, Rohrweihe, Wachtel und Wendehals.                                                                                |